# Awara oculata
Awara oculata är en stekelart som beskrevs av Boucek 1988. Awara oculata ingår i släktet Awara och familjen finglanssteklar.
Artens utbredningsområde är Papua Nya Guinea. Inga underarter finns listade.